# Longo
Longo ist ein italienischer Familienname.

## Namensträger
- Alessandro Longo (1864–1945), italienischer Komponist
- Alyssa Longo (* 1991), US-amerikanische Volleyballspielerin
- Andrea Longo (Skisportler) (* 1971), italienischer Skisportler
- Andrea Longo (Leichtathlet) (* 1975), italienischer Leichtathlet
- Andrej Longo (* 1959), italienischer Schriftsteller
- Annalie Longo (* 1991), neuseeländische Fußballspielerin
- Anton von Longo-Liebenstein (1853–1925), österreichischer Mediziner und Politiker
- Antonio Longo (Maler) (1742–1820), italienischer Maler und Priester
- Antonio Longo (Mediziner) (* 1953), italienischer Chirurg
- Antonio Longo (Sänger) (auch Antonio Garcia), US-amerikanischer Sänger, Mitglied von Taking Back Sunday
- Arthur Longo (* 1988), französischer Snowboarder
- Bartolo Longo (1841–1926), italienischer Dominikaner
- Becca Longo, US-amerikanische Fußballspielerin
- Carlos Longo (* 1982), spanischer Badmintonspieler
- Cody Longo (1988–2023), US-amerikanischer Schauspieler
- Davide Longo (* 1971), italienischer Schriftsteller
- Elisa Longo Borghini (* 1991), italienische Radrennfahrerin
- Federico Longo (Radsportler) (* 1962), italienischer Radrennfahrer
- Federico Longo (Dirigent) (* 1972), italienischer Dirigent und Komponist
- Felix von Longo-Liebenstein (1803–1881), österreichischer Jurist und Politiker, Landtagsabgeordneter
- Francesco Longo (Politiker) (1802–1869), italienischer Politiker
- Francesco Longo (Regisseur) (1931–1995), italienischer Regisseur und Drehbuchautor
- Francesco Longo (Schauspieler) (* 1968), italienischer Schauspieler
- Gaylord Longo (* 1982), französischer Regisseur
- Germano Longo (1933–2022), italienischer Schauspieler
- Giorgio Longo (1924–2020), italienischer Politiker, Bürgermeister von Venedig
- Giuseppe Longo (* 1947), französischer Logiker und Philosoph
- Gonzalo Longo (* 1974), argentinischer Rugby-Union-Spieler
- Jeannie Longo-Ciprelli (* 1958), französische Skilangläuferin und Radsportlerin
- Luigi Longo (1900–1980), italienischer Politiker (PCI)
- Malisa Longo (* 1950), italienische Schauspielerin
- Mike Longo (1937–2020), US-amerikanischer Jazzmusiker
- Miriam Longo (* 2000), italienische Fußballspielerin
- Moreno Longo (* 1976), italienischer Fußballspieler und -trainer
- Paolo Longo (* 1977), italienischer Biathlet
- Paolo Longo Borghini (* 1980), italienischer Radrennfahrer
- Piero Longo (* 1944), italienischer Politiker
- Raffaele Longo (* 1977), italienischer Fußballspieler
- Renato Longo (1937–2023), italienischer Radsportler
- Robert Longo (* 1953), US-amerikanischer Künstler
- Roberto Longo (Mathematiker) (* 1953), italienischer Mathematiker und Physiker
- Roberto Longo (Radsportler) (* 1984), italienischer Radrennfahrer
- Samuele Longo (* 1992), italienischer Fußballspieler
- Tiziano Longo (1924–1978), italienischer Filmproduzent und Regisseur
- Tony Longo (1961–2015), US-amerikanischer Schauspieler
- Valter Longo (* 1967), italo-amerikanischer Gerontologe
- Vittorio Longo (1901–1974), italienischer Geistlicher, Weihbischof in Neapel